# فلين روبنسون
فلين روبنسون (بالإنجليزية: Flynn Robinson)‏ مواليد 28 أبريل 1941 في إلجين - الوفاة 23 مايو 2013، كان لاعب كرة سلة أمريكي. بدأ مسيرته الاحترافية في سنة 1965. تم اختياره من قبل فريق سكرامنتو كينغز خلال الدرافت. بلغ طوله 6 قدم 1 بوصة (1.9 م). اعتزل اللعب في 1978. فاز بلقب دوري إن بي إيه.

## المسيرة الاحترافية
لعب مع سكرامنتو كينغز من سنة 1966 إلى 1968، ثم لعب مع شيكاغو بولز من سنة 1967 إلى 1969، ثم لعب مع ميلووكي باكز من سنة 1968 إلى 1970، ثم لعب مع سكرامنتو كينغز في موسم 1970–1971، ثم لعب مع لوس أنجلوس ليكرز من سنة 1971 إلى 1973، ثم لعب مع واشنطن ويزاردز في موسم 1972–1973.

## روابط خارجية
- فلين روبنسون على موقع إن بي أي (الإنجليزية)
- فلين روبنسون على موقع سبورتس رفرنس (الإنجليزية)
- فلين روبنسون على موقع كلية كرة السلة في سبورتس رفرنس.كوم (الإنجليزية)
- فلين روبنسون على موقع ريلجم (الإنجليزية)
- فلين روبنسون على موقع بروبوليرز (الإنجليزية)